# Opogona simoniella
Opogona simoniella är en fjärilsart som beskrevs av Hans Daniel Johan Wallengren 1861. Opogona simoniella ingår i släktet Opogona och familjen äkta malar. Inga underarter finns listade i Catalogue of Life.